# Сто дней реформ
Сто дней реформ (кит. трад. 百日維新, упр. 百日维新, пиньинь bǎirì wéixīn) или Реформы года у-сюй (кит. трад. 戊戌變法, упр. 戊戌变法, пиньинь wùxū biànfǎ) — этап в истории Цинской империи (июнь-сентябрь 1898 года), когда император попытался реформировать страну своими указами, но эта политика из-за мощного противодействия консерваторов и императрицы Цыси потерпела полное поражение; большинство же реформ, принятых во время «Ста дней», были отменены.

## Предыстория
Айсиньгёро Цзайтянь, правивший под девизом «Гуансюй», взошёл на престол в 1875 году, когда ему было всего 4 года, и поэтому правила вместо него его тётя Цыси. В 1889 году молодой император достиг совершеннолетия и формально приступил к правлению, но реальная власть по-прежнему оставалась в руках Цыси. Однако, наблюдая за ситуацией вокруг, он понимал, что стране нужны глубокие преобразования, на которые Цыси никогда не решится, и искал сближения с реформаторами.
В 1890-х годах при дворе существовали две крупные группировки, враждовавшие между собой. Первая состояла из приверженцев Цыси и ориентировалась на выходцев из северных провинций Китая; её члены были противниками углубления реформ и во внешней политике рассчитывали на содействие со стороны Российской империи. Вторая группировка, видное место в которой занимал воспитатель императора Вэн Тунхэ, напротив, имела поддержку среди учёной элиты Южного Китая, соглашалась с необходимостью некоторых весьма осторожных преобразований и искала содействия со стороны Великобритании и Японии.

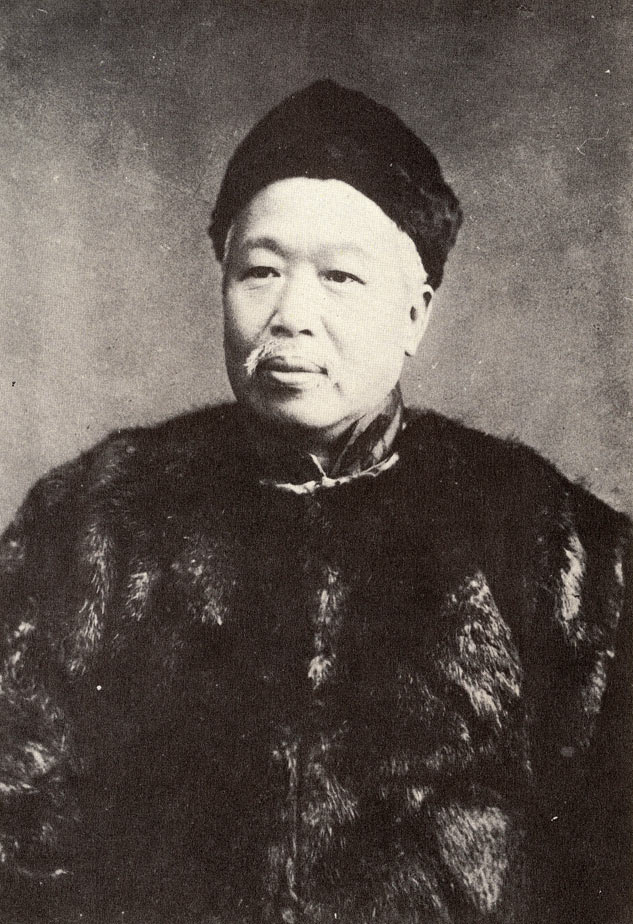
Кан Ювэй

Цинская империя, проиграв войну с Японией, была вынуждена подписать 17 апреля 1895 года Симоносекский договор. Условия этого унизительного договора вызвали взрыв негодования в Пекине, куда весной 1895 года съехались со всей страны обладатели средней учёной степени цзюйжэнь для участия в столичных экзаменах на высшую учёную степень цзиньши. 30 апреля и 1 мая прошли бурные собрания, в которых участвовало более 1,2 тысячи цзюйжэней из различных провинций. Председательствующим стал учёный и политик Кан Ювэй. В конце апреля Кан Ювэй и его ученики Лян Цичао и Май Мэнхуа составили одобренный собраниями «Коллективный меморандум» императору. Этот меморандум содержал ряд требований, среди которых был отказ от ратификации договора, наказание виновных в поражении, перенесение столицы в Сиань, дальнейшая модернизация армии и обновление офицерского корпуса. Для укрепления Китая предлагалось активно строить железные дороги, развивать фабричную и горнодобывающую промышленность, создать современную почту. Предусматривалась модернизация сельского хозяйства, народного просвещения, системы государственных экзаменов и превращение конфуцианства в общегосударственную религию. Также говорилось о создании при императоре совещательного органа, состоящего из выбранных населением представителей. Этот меморандум был проигнорирован цинским правительством.
Разъехавшиеся из Пекина по родным местам сторонники Кан Ювэя стали создавать у себя различные организации реформаторского толка — общества, клубы, научные ассоциации и школы. Кроме того, патриотический подъём вызвал к жизни множество газет, журналов и публицистической литературы либерального направления.
В конце 1897 года в Китае поднялась новая волна патриотического движения, вызванная цзяочжоускими событиями. Последовавший в их результате захват Германией Цзяо-Чжоу вызвал глубокое возмущение в стране. Кан Ювэй, вновь прибывший в это время в столицу, снова занялся активной организаторской и пропагандистской деятельностью, возглавляя движение за реформы. В конце декабря 1897 года он написал большой и страстный меморандум императору (уже пятый по счёту), в котором предлагал осуществить преобразования в стране, указав три возможных метода действий. Никто из придворных не осмелился вручить этот документ императору, опасаясь навлечь на себя суровые репрессии, однако он распространился по столице в рукописных копиях и сделал Кан Ювэя героем дня. В конце-концов глава коллегии цензоров Сюй Шоухэн решился передать меморандум императору.

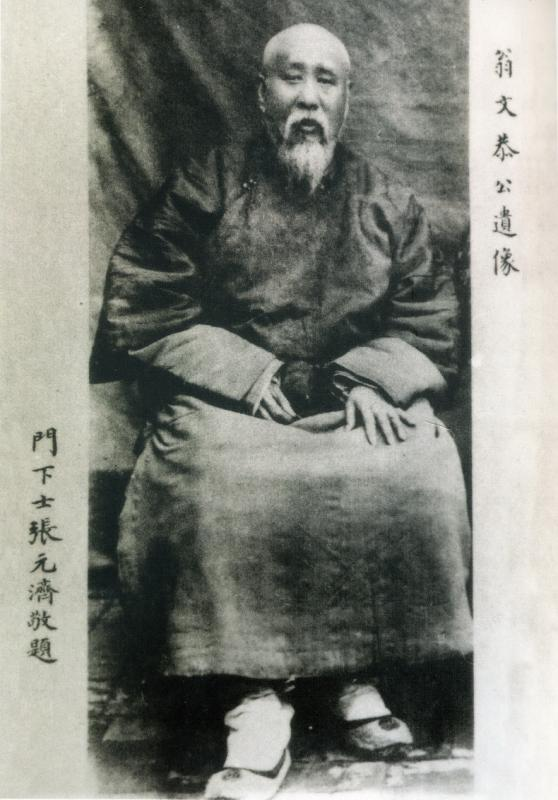
Вэн Тунхэ

Не получив никакого ответа на пятый меморандум, Кан Ювэй решил, что попытка реформаторов привлечь на свою сторону императора и на этот раз окончилась неудачей. По совету друзей он собирался 10 января 1898 года покинуть столицу, и уже сдал свой багаж на поезд, когда к нему явился Вэн Тунхэ и уговорил его остаться в Пекине и продолжать борьбу, пообещав принять все меры, чтобы обеспечить Кан Ювэю высочайшую аудиенцию.
Император ещё в 1895 году, читая третий меморандум Кан Ювэя, передал его для рассмотрения всем губернаторам провинций и собирался приступить к осуществлению намеченной Кан Ювэем программы реформ, но вынужден был отказаться от своих планов под нажимом вдовствующей императрицы Цыси. В начале 1898 года обстановка уже благоприятствовала сторонникам реформ, и под их влиянием император отдал приказ канцелярии иностранных дел рассмотреть вопрос об официальной командировке Кан Ювэя за границу. Члены канцелярии по иностранным делам договорились лично заслушать Кан Ювэя прежде, чем рассматривать вопрос о его командировке, и с санкции императора это заслушивание состоялось 24 января. На следующий день участники встречи доложили императору о беседе с Кан Ювэем. Император хотел тут же назначить Кан Ювэю аудиенцию, но великий князь Гун возразил, что сначала следует предложить Кан Ювэю письменно изложить его взгляды в форме меморандума, и если написанное будет представлять интерес — лишь тогда предоставить аудиенцию. Император был вынужден согласиться, и Кан Ювэй получил повеление о написании меморандума; одновременно канцелярии по иностранным делам было приказано в дальнейшем незамедлительно пересылать во дворец все предложения, которые будет делать трону Кан Ювэй.
Шестой меморандум был написан Кан Ювэем гораздо менее резким тоном, чем предыдущие, и содержал в основном конструктивные предложения, сводившиеся к установлению конституционной монархии (с использованием опыта Японии, Германии и Великобритании). Как чиновник, свой шестой меморандум трону Кан Ювэй передал через своего начальника, главу приказа общественных работ реакционера Сюй Инкуя. Последний при встрече с великим князем Гуном резко выступил против меморандума и его автора, поэтому меморандум попал к императору только 15 марта 1898 года, после длительного хождения по всем придворным инстанциям.
Ознакомившись с меморандумом, император приказал немедленно передать его в канцелярию иностранных дел на обсуждение. Между тем Кан Ювэй, возмущённый отношением консервативных чиновников к его предложениям, в феврале послал императору ещё один, уже седьмой, меморандум, к которому приложил свои «Записки о реформах российского царя Петра Великого».
Весной 1898 года в Пекин для участия в очередных столичных экзаменах на соискание высшей учёной степени цзиньши стали съезжаться цзюйжэни со всего Китая. Кан Ювэй решил привлечь их на сторону движения за реформы, и 12 апреля 1898 года состоялось учредительное собрание всекитайского патриотического общества сторонников реформ «Баогохуэй» («Союз защиты государства»). На это собрание явилось свыше 200 представителей учёного и служилого сословия столицы, в том числе цензоры и видные сановники.
29 мая 1898 года умер великий князь Гун, председатель верховного императорского совета, оказывавший исключительно большое влияние на двор и правительство. Его смерть была с огромным удовлетворением встречена сторонниками реформ, Кан Ювэй даже написал по этому случаю специальное письмо Вэн Тунхэ, в котором убеждал срочно приступить к проведению намеченных преобразований, пользуясь тем, что лагерь консерваторов потерял своего вожака.
6 июня 1898 года Кан Ювэй написал ещё один меморандум императору, который переслал во дворец через цензора Ян Ичуаня. Чтобы быть уверенным, что меморандум дойдёт до адресата, Кан Ювэй написал ещё один экземпляр и вручил его для передачи императору заместителю главы Академии Ханьлинь Сюй Чжицзину. Меморандум, переданный через Сюй Чжицзина, дошёл до императора и последний под впечатлением недавних захватнических актов иностранных держав в Китае решился на проведение реформ в стране.

## Ход событий

### Император пытается начать действовать

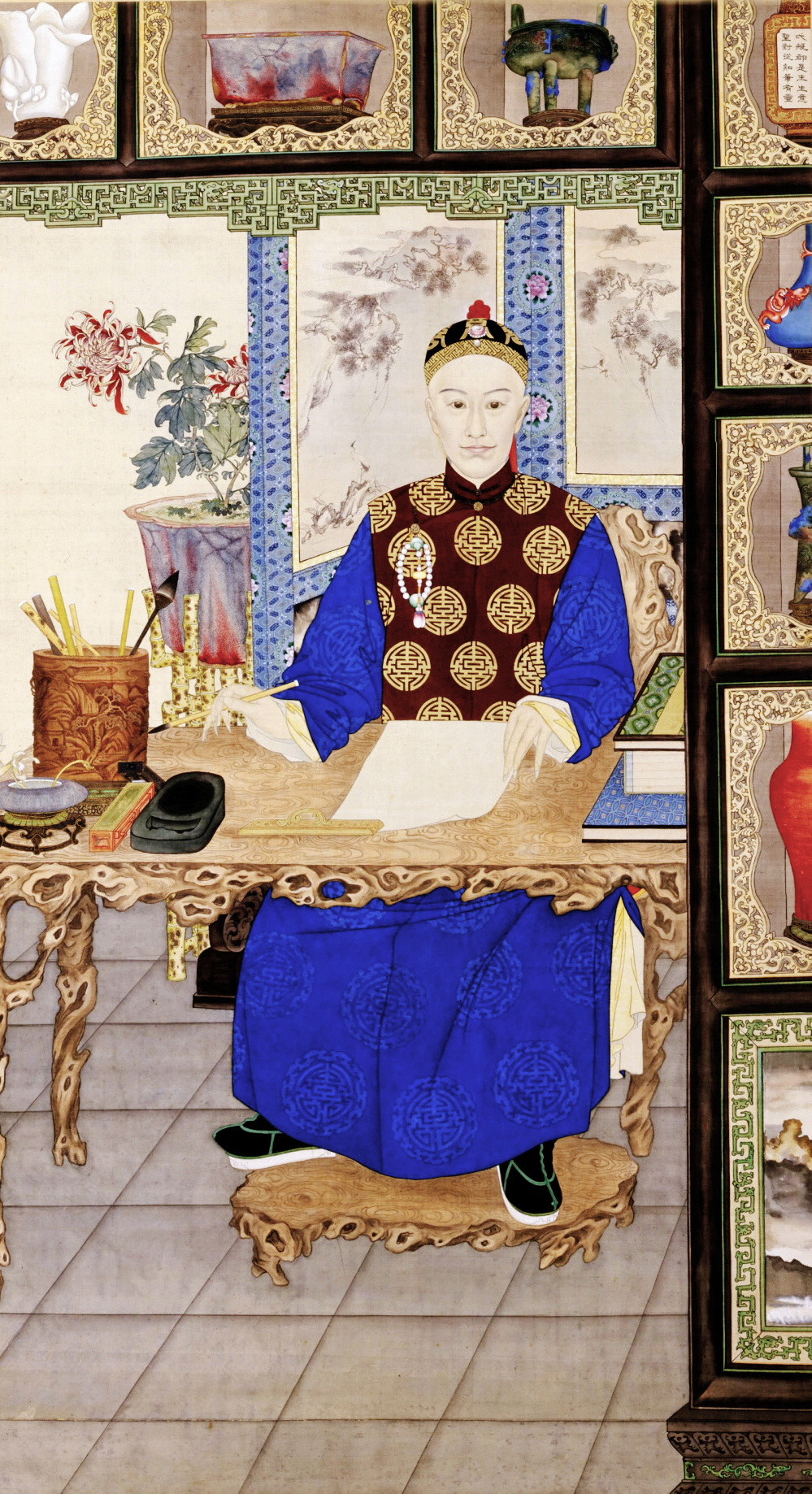
Император Айсиньгьоро Цзайтянь, царствовавший под девизом правления «Гуансюй»

11 июня 1898 года (23-й день 4-й луны года у-сюй) император выпустил указ, объявивший о начале реформ в стране. Чтобы не встревожить и не насторожить Цыси, он был составлен в весьма общих выражениях и призывал лишь к проведению преобразований в области просвещения, однако ясно подчёркивал решимость императора бороться с консервативными сановниками и поставить вопрос о быстрейшем осуществлении реформ в стране на повестку дня. В тот же день император подписал и другой указ, в котором он обращался ко всем наместникам и губернаторам провинций с призывом рекомендовать трону через канцелярию по иностранным делам талантливых и образованных людей, которых можно было бы послать на дипломатические посты за границу.
13 июня 1898 года был опубликован указ о назначении императорской аудиенции Кан Ювэю и другим лидерам движения за реформы — Лян Цичао, Тань Сытуну, Хуан Цзунсяню и Чжан Юаньци. Аудиенция была назначена на 16 июня. Это решение императора не только противоречило обычаям (Кан Ювэй служил делопроизводителем в приказе общественных работ и имел лишь шестой чиновничий ранг, а император не мог принимать сановников ниже четвёртого ранга), но и было открытым вызовом партии консерваторов. Цыси, пользуясь положением старейшины правящего маньчжурского клана, тут же потребовала, чтобы император подписал указ о немедленном отстранении Вэн Тунхэ от всех занимаемых должностей и высылке его в деревню (реакционеры считали занимавшего высокое положение Вэн Тунхэ главным вдохновителем движения за реформы, в Кан Ювэе же видели лишь кабинетного учёного-идеалиста, не обладающего ни положением, ни связями). Уступая категорическому требованию Цыси, император был вынужден 15 июня издать требуемый указ. В этот же день по настоянию Цыси был издан указ, согласно которому все высшие сановники империи при их назначении обязаны были впредь лично свидетельствовать своё почтение вдовствующей императрице и благодарить её за оказанные милости. Также в этот день Цыси добилась назначения на пост губернатора провинции Чжили и фактического командующего всеми войсками столичного военного округа своего ставленника и родственника Жунлу.
16 июня Кан Ювэй был принят императором в его летней резиденции. Эта аудиенция произвела на Кан Ювэя отрицательное впечатление, ибо показала, что император бессилен предпринять какие-либо серьёзные шаги без санкции вдовствующей императрицы. Сторонники реформ рассчитывали, что после аудиенции Кан Ювэй получит какой-либо ответственный государственный пост, но император не посмел открыто поддерживать и выдвигать столь одиозную фигуру. Кан Ювэй был назначен всего лишь секретарём второго класса верховного императорского совета с прикомандированием к канцелярии иностранных дел, что было воспринято им весьма болезненно.
Под впечатлением встречи с Кан Ювэем император решился отменить экзаменационные сочинения стилем «багу». 17 июня он приказал канцелярии по иностранным делам заготовить проект соответствующего указа, однако член верховного императорского совета Ганъи предложил передать вопрос на рассмотрение приказа церемоний. Хотя император и отверг его предложение, он всё же был вынужден согласиться предварительно согласовать текст указа с вдовствующей императрицей. Вопреки ожиданиям, Цыси отнеслась к идее благосклонно, и указ был опубликован 23 июня.
Императорский указ об отмене сочинений стилем «багу» вызвал оживление как в Пекине, так и во всей империи. Сторонники реформ восприняли его как первую серьёзную победу над силами консервативного лагеря. В лагере консерваторов указ был встречен с возмущением. Друзья Кан Ювэя, обеспокоенные за его жизнь, даже уговаривали его нанять постоянных телохранителей.

### Императорские указы
На протяжении «ста дней реформ» император издал большое количество всевозможных указов, тексты которых писались участниками движения за реформы. Наиболее важными из них были следующие:
1. Указ от 11 июня об основном политическом курсе государства, проведении преобразований и открытии столичного университета для поднятия образования в Китае до уровня европейских стран.
2. Указ от 20 июня о срочном рассмотрении предложения относительно поощрения ремёсел, наук и сельского хозяйства, а также об открытии в различных районах страны горных школ.
3. Указ от 23 июня об отмене сочинений стилем «багу» на государственных экзаменах.
4. Указ от 26 июня о строительства Пекин-Ханькоуской, Ханькоу-Гуанчжоуской и Нанкин-Шанхайской железных дорог.
5. Указ от 27 июня о рассмотрении вопроса насчёт переобучения и перевооружения войск пекинского гарнизона по иностранному образцу.
6. Указ от 30 июня об упразднении сочинений стилем «багу» на школьных и уездных экзаменах
7. Указ от 3 июля о столичном университете
8. Указ от 4 июля о поощрении научных методов ведения сельского хозяйства, применении европейской агротехнической науки, обработке пустующих земель, переводе и изучении иностранных книг по сельскому хозяйству.
9. Указ от 5 июля о поощрении изобретательства и научных открытий в целях содействия развитию китайской промышленности, торговли и сельского хозяйства, о выдаче патентов на изобретения, о поощрении частных школ, о разработке окраинных и необрабатываемых земель и о строительстве оружейных заводов и арсеналов
10. Указ от 5 июля о рассмотрении вопроса касательно реформы военных экзаменов.
11. Указ от 9 июля о реорганизации армии по иностранному образцу и вооружении её современным скорострельным оружием.
12. Указ от 10 июля о реорганизации школьного дела в провинциях.
13. Указ от 13 июля о введении политических и экономических экзаменов в целях улучшения подготовки административных и экономических кадров.
14. Указ от 14 июля о поощрении торговли и суровом предупреждении чиновникам, притесняющим купцов и берущим с них незаконные поборы.
15. Указ от 15 июля о сокращении расходов на содержание армии, об очистке списков личного состава от «мёртвых душ», создании отрядов местной самообороны.
16. Указ от 19 июля, одобряющий предложения относительно изменения программ государственных экзаменов с целью обеспечения высокого уровня практических знаний у экзаменующихся и понимания ими современной политической обстановки в Китае и за границей.
17. Указ от 27 июля о срочном приведении в порядок казённых хлебных и продовольственных складов.
18. Указ от 29 июля об издании во всех учреждениях пересмотренных сборников исторических прецедентов для упорядочения и ускорения разбора дел и исключения всех неясных и устаревших примеров.
19. Указ от 2 августа о создании в Пекине центральных управлений угольных копей и железных дорог.
20. Указ от 2 августа о разрешении чиновникам всех рангов и представителям учёного и прочих сословий свободно и беспрепятственно подавать меморандумы императору.
21. Указ от 2 августа о поощрении земледелия, заимствовании иностранных агротехнических методов и машин и о содействии развитию торговли.
22. Указ от 4 августа об открытии в Пекине пяти средних школ для подготовки молодёжи к вступительным экзаменам в столичном университете.
23. Указ от 6 августа об учреждении школ для детей китайских эмигрантов в портовых городах Великобритании, США и Японии.
24. Указ от 16 августа о срочном переводе на китайский язык иностранных книг
25. Указ от 21 августа об учреждении в Пекине главного управления по делам сельского хозяйства, промышленности и торговли и открытии отделений этого управления во всех провинциях.
26. Указ от 30 августа об упразднении некоторых должностей и бездействующих и ненужных административных учреждений при дворце и в правительстве и о сокращении штатов в правительственных учреждениях.
27. Указ от 30 августа о содействии местной промышленности по производству чая, шёлка, конопли и т. д.
28. Указ от 5 сентября о срочном проведении мер по благоустройству столицы, ремонту улиц, канализации и т. п.
29. Указ от 5 сентября о формировании территориальной армии наподобие армий европейских стран.
30. Указ от 7 сентября о поощрении тех начальников уездов и округов, которые ближе всех общаются с народом и знают все его нужды.
31. Указ от 8 сентября о помощи населению неурожайных районов путём организации общественных работ по западному образцу.
32. Указ от 8 сентября о строительстве и закупке паровых машин и популяризации преимуществ машинной техники.
33. Указ от 9 сентября о создании в Пекине Медицинского института.
34. Указ от 10 сентября о развитии горнорудного дела в провинции Сычуань.
35. Указ от 10 сентября о строительстве железной дороги между Пекином и угольными копями Мэнтоугоу.
36. Указ от 12 сентября о передаче на рассмотрение верховного императорского совета вопроса о замене натурального налога денежным
37. Указ от 12 сентября о подготовке к повсеместному открытию отделений почты и телеграфа
38. Указ от 13 сентября о рассмотрении проекта введения государственных экзаменов по сельскохозяйственным наукам.
39. Указ от 14 сентября о пересмотре статуса «знамённых людей» и подготовке закона, разрешающего маньчжурам заниматься торговлей и ремёслами.
40. Указ от 14 сентября об упразднении войск по охране перевозок риса по Императорскому каналу и передаче казне ранее приписанных к этим войскам земель вдоль канала.
41. Указ от 16 сентября о разработке и публикации государственного бюджета и его исполнения.
42. Указ от 19 сентября об издании канцелярией по иностранным делам сборника торговых договоров с иностранными государствами.

Многим из этих реформ так и не суждено было претвориться в жизнь из-за решительного сопротивления сторонников старых порядков.

### Борьба между реформаторами и консерваторами
Встреча с Кан Ювэем укрепила императора в стремлении упрочить свою власть во дворце и правительстве и проводить некоторые реформы, поэтому непосредственно после издания указа о направлении государственной политики он приблизил к себе сторонников реформ и назначил их в различные правительственные учреждения. В результате во многих столичных учреждениях стали создаваться многочисленные группы сторонников преобразований, которые начали понемногу оттеснять на задний план старых консервативных сановников, получая задания непосредственно от императора.
Увольнение большого количества чиновников всех рангов вызвало среди консервативной бюрократии всей страны огромное недовольство императором и стоящими за его спиной реформаторами. В связи с усилившимся саботажем правительственных распоряжений со стороны некоторых крупных сановников в столице, император 1 сентября издал указ о тщательном расследовании поведения глав приказа церемоний маньчжура Хуайтабу и китайца Сюй Инкуя, а также других лиц, занимающих руководящие должности в этом приказе. 4 сентября императором было объявлено о суровом наказании руководителей приказа церемоний за нарушение ими императорского указа, даровавшего всем подданным империи право беспрепятственно обращаться к императору с меморандумами. Хуайтабу, Сюй Инкуй, а также все четыре их заместителя были сняты с занимаемых должностей и разжалованы; на их место император поставил сторонников преобразований. Ввиду того, что право назначения высших сановников было узурпировано Цыси, император был вынужден сделать своих назначенцев лишь временно исполняющими обязанности.
5 сентября император подписал официальный указ, согласно которому Тань Сытун, Ян Жуй, Лю Гуанди и Линь Сюй объявлялись «специально прикомандированными к особе императора сановниками, участвующими в проведении новой политики» в ранге сановников четвёртой степени. Таким образом сформировался своеобразный «внутренний кабинет», через который проходили все меморандумы, поступавшие во дворец от столичных и провинциальных учреждений и отдельных сановников и чиновников. Кан Ювэй оставался в тени, но направлял деятельность своих учеников и единомышленников.
Увольнение и разжалование высших сановников из приказа церемоний повергло консерваторов в состояние полного смятения: никто не ожидал от безвольного и слабого императора такой решительности и смелости. Все противники преобразований поняли, что в любой миг их может постичь та же участь. Стал быстро назревать дворцовый переворот.

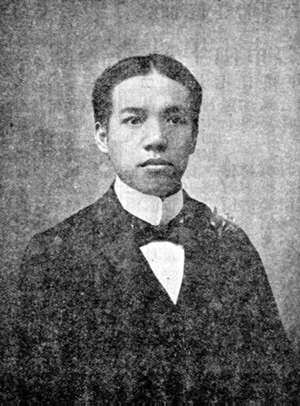
Лян Цичао
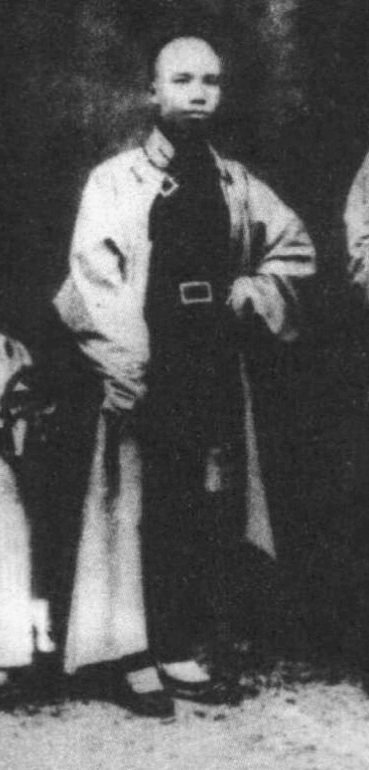
Тань Сытун
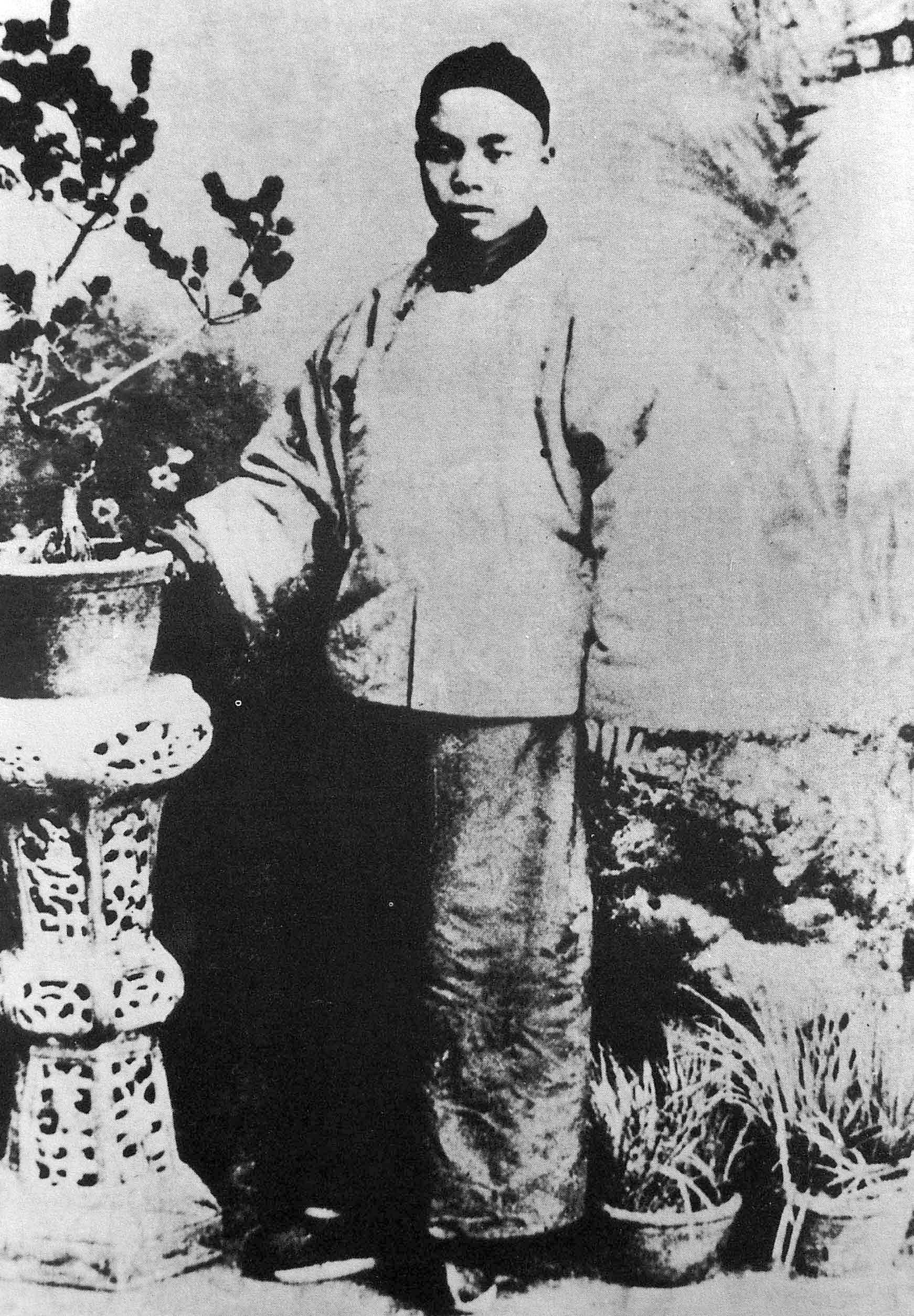
Линь Сюй
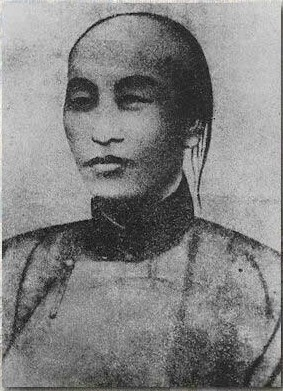
Лю Гуанди
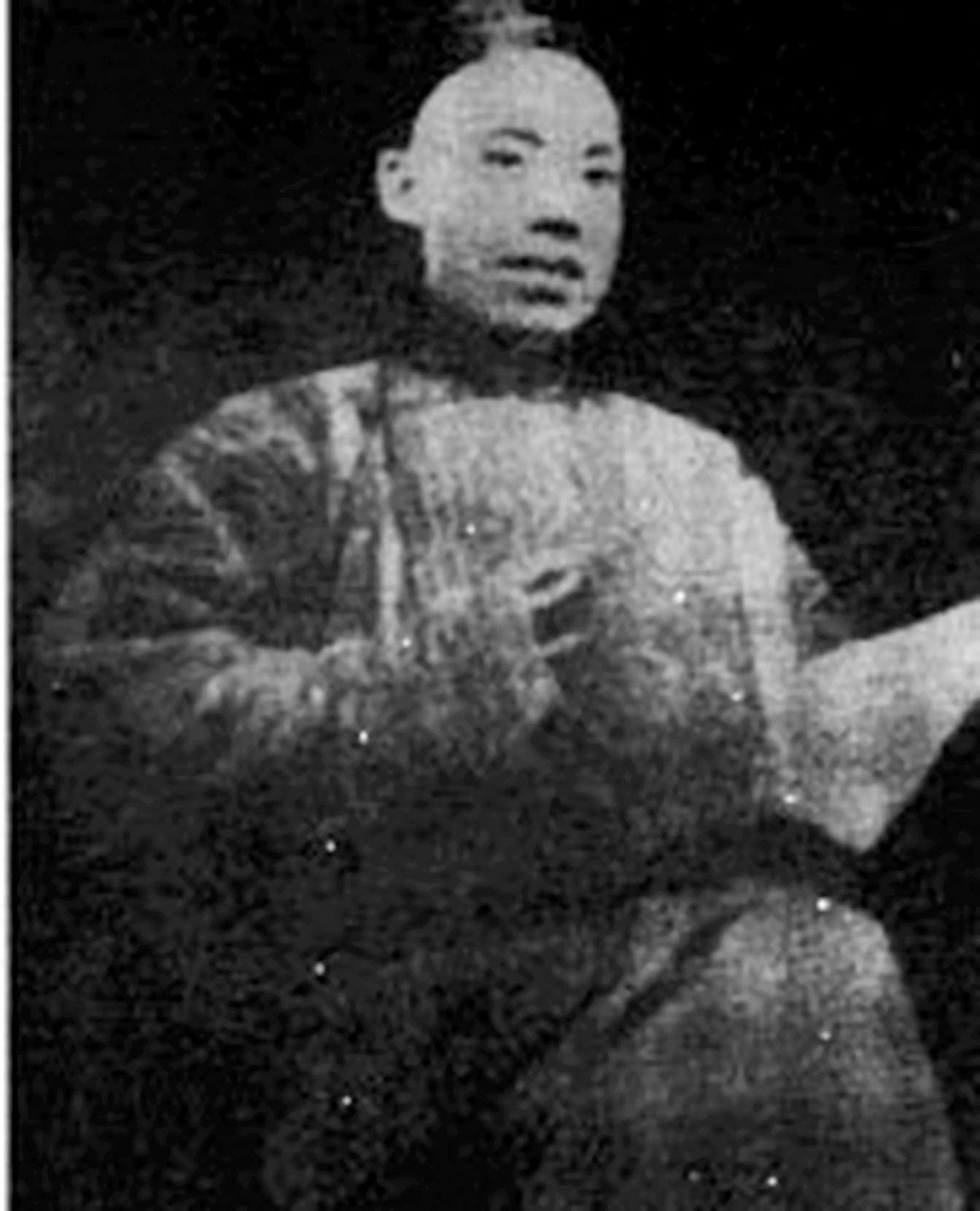
Ян Шэньсю

### Подготовка военного переворота реформаторами

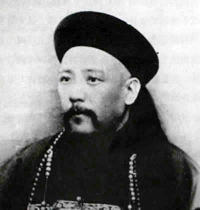
Юань Шикай

Поняв всю серьёзность создавшейся обстановки, Кан Ювэй пришёл к выводу, что реформаторам не удастся осуществить намеченные планы без привлечения на свою сторону армии. Начиная с первых чисел сентября он ежедневно посылал императору меморандумы, в которых предлагал срочно создать императорскую гвардию, включить в неё все преданные императору войска и назначить на офицерские должности сторонников преобразований; учитывая засилье консерваторов и влияние вдовствующей императрицы в Пекине, а также саботаж столичной бюрократии, Кан Ювэй советовал императору срочно перенести столицу на юг. Император был в принципе согласен с этими предложениями, особенно одобряя мысль о создании опоры в армии. Реформаторы считали возможным использовать в своих интересах китайского генерала Юань Шикая, который долгое время находился на военно-дипломатической работе в Корее, хорошо разбирался в вопросах внешней политики, и одно время даже выступал за проведение в стране кое-каких реформ.
14 сентября 1898 года Юань Шикай прибыл в Пекин, и в тот же день был принят императором в летнем дворце. 16 сентября император издал особый указ, отмечавший заслуги Юань Шикая, который назначался специальным сановником по делам обучения войск. Юань Шикай был пожалован рангом заместителя главы приказа, ему было даровано право непосредственно обращаться с докладом к императору. Он, как и прежде, оставался командующим корпусом Бэйянской армии, но освобождался от непосредственного контроля со стороны Жунлу.
18 сентября Кан Ювэй получил секретное письмо от императора, предписывающее ему срочно выехать в Шанхай, чтобы спастись от угрозы со стороны консерваторов. Он тут же собрал у себя на квартире руководителей «Союза защиты государства», и обсудил с ними вопрос о борьбе с Цыси и руководимых ею консерваторами. На совещании было решено послать Тань Сытуна к Юань Шикаю, чтобы склонить его к вооружённому выступлению. Когда Тань Сытун передал Юань Шикаю разработанный план действий по аресту руководителей консерваторов в Пекине, тот высказал опасение, что заговор может быть преждевременно раскрыт, если он начнёт перебрасывать в Пекин свои войска из-под Тяньцзиня. Поэтому Юань Шикай предложил отложить выступление до назначенного на октябрь императорского смотра войск в Тяньцзине, во время которого император должен был укрыться в казармах войск Юань Шикая и отдать приказ о казни всех консерваторов как мятежников.

### Подготовка военного переворота консерваторами

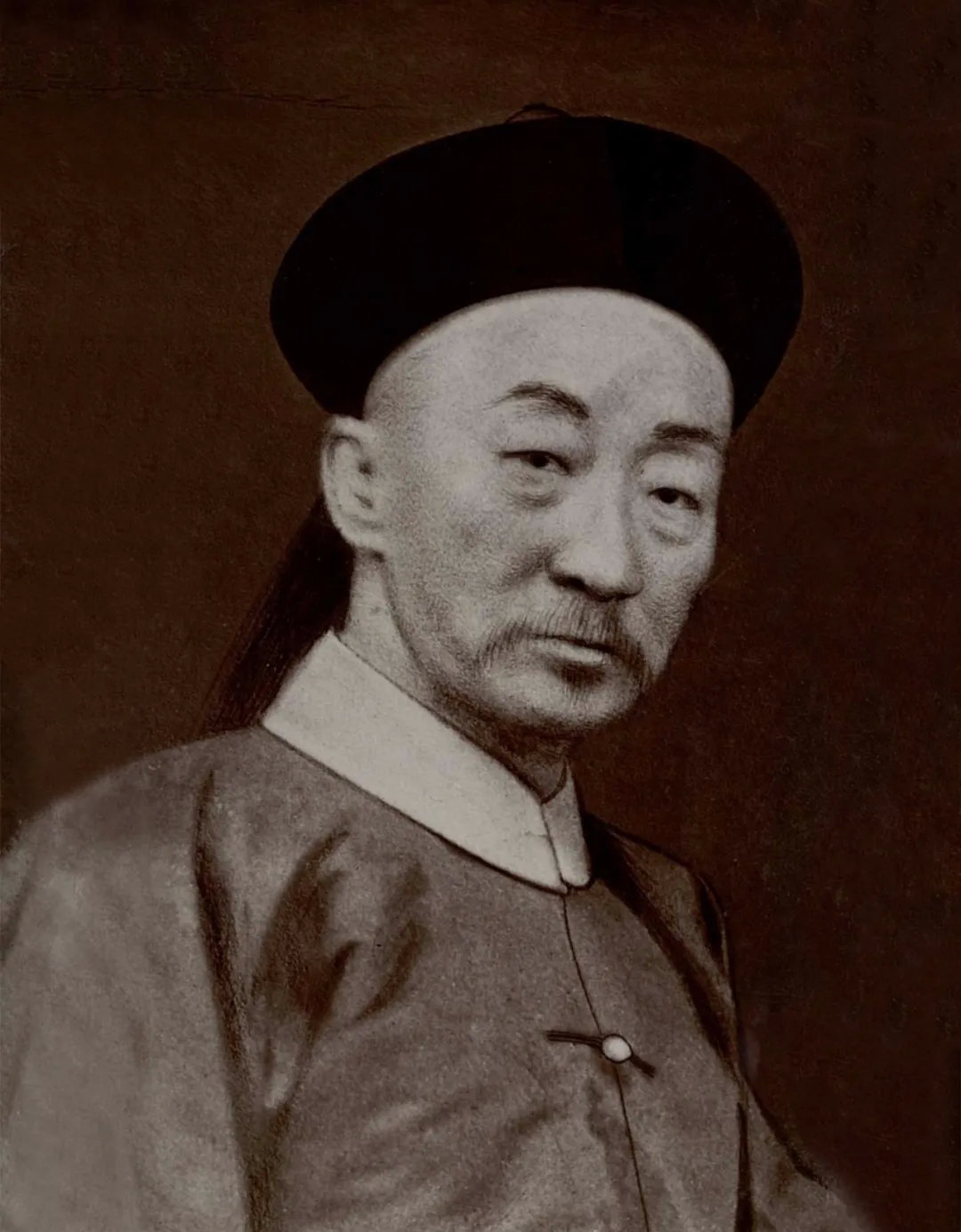
Жунлу

5 сентября группа консервативно настроенных сановников во главе с Хуайтайбу и Ли Шанем выехала из Пекина в Тяньцзинь, где находился со своими войсками Жунлу. Там совместно с Жунлу они разработали план дворцового переворота и отстранения императора от престола во время императорского смотра войск Бэйянской армии в октябре в Тяньцзине. Вернувшись в Пекин, Хуайтайбу и Ли Шань повели энергичную агитацию среди маньчжурских сановников и военачальников, склоняя их к дворцовому перевороту. По указанию Жунлу цензор Ян Чуни написал пространный меморандум на имя Цыси, в котором обвинял императора в прокитайских симпатиях и измене заветам предков, и просил Цыси принять бразды правления в свои руки, отстранив императора от власти. Ян Чуни также передал письмо от Жунлу Великому князю Цину, который поддержал план дворцового переворота.
17 сентября Ян Чуни прибыл в летний дворец и вручил Цыси свой меморандум с просьбой о восстановлении регентства. Ещё до него Цыси посетили великий князь Цин и главный евнух Ли Ляньин, которые также рекомендовали ей взять управление в свои руки и учредить опекунство над императором. С аналогичными предложениями обратились к Цыси Хуайтайбу и Ли Шань, сообщившие, что, якобы, император установил связи с иностранными миссиями в Пекине, чтобы заручиться поддержкой великих держав и арестовать вдовствующую императрицу.
Узнав, что император вызвал Юань Шикая в Пекин и назначил его на новый ответственный пост, Жунлу тут же предпринял ряд мер, чтобы предупредить возможность использования императором войск Юань Шикая. Пока Юань Шикай ожидал аудиенции, Жунлу приказал перебросить в Тяньцзинь армию генерала Не Шичэна; одновременно Жунлу вызвал в столицу войска генерала Дун Фусяна для усиления пекинского гарнизона. Не довольствуясь этим, Жунлу послал из Тяньцзиня в канцелярию по иностранным делам три телеграммы, в которых сообщал, что, якобы, между русскими и англичанами начались военные действия в районе Хуньчуня, и что семь английских кораблей появились у порта Тангу. В связи с создавшейся напряжённой обстановкой Жунлу потребовал немедленного возвращения Юань Шикая для организации обороны побережья.
На основании этих телеграмм сановники из канцелярии по иностранным делам официально обратились к императору с просьбой отпустить Юань Шикая к его войскам в Сяочжань. Император к этому времени твёрдо решил использовать Юань Шикая и его армию для устранения Жунлу и прочих консерваторов, и поэтому, приказав (через Тань Сытуна) Юань Шикаю убить Жунлу, император 20 сентября сразу же после аудиенции во дворце отправил его в Тяньцзинь.

### Дворцовый переворот 21 сентября
20 сентября после полудня Юань Шикай прибыл в Тяньцзинь и тотчас же выдал Жунлу планы императора и реформаторов. Жунлу немедленно телеграфом донёс обо всём Цыси, а сам 21 сентября выехал в Пекин с отрядом надёжных войск, формально оставив вместо себя в Тяньцзине Юань Шикая, но поручив генералу Не Шичэну негласный надзор за ним. Получив телеграмму Жунлу, Цыси 21 сентября с помощью маньчжурской дворцовой гвардии арестовала императора и преданных ему офицеров и солдат из его личной охраны, а также евнухов из его гарема. Сразу же после ареста императора Цыси отобрала у него императорскую печать, и в тот же день издала от имени императора указ о передаче власти себе.
В тот же день начались аресты сторонников реформ. В Тяньцзинь и Шанхай были посланы телеграммы о том, что, якобы, император умер, приняв пилюли, принесённые Кан Ювэем, и требованием немедленно арестовать Кан Ювэя как убийцу императора и казнить его на месте. Кан Ювэй сумел укрыться в Гонконге, Лян Цичао и Ван Чжао бежали в Японию, однако Тань Сытун наотрез отказался покидать Пекин.
Арестованные 24 сентября в Пекине реформаторы три дня содержались в одиночном заключении без допроса. В 2 часа ночи 27 сентября члены верховного императорского совета должны были начать их допрашивать, но едва только началось опознание арестованных, как из дворца было получено распоряжение немедленно казнить их не только без суда, но даже без допроса.
На рассвете 28 сентября 1898 года на площади Цайшикоу были казнены Тань Сытун, Лю Гуанди, Ян Жуй, Кан Юпу, Линь Сюй и Ян Шэньсю. Вслед за их казнью правительство поспешило без суда расправиться и с остальными видными сторонниками реформ.

## Итоги и последствия
Императорский указ от 1 сентября 1898 года повелевал сжечь все книги, когда-либо написанные Кан Ювэем, как «еретические, содержащие призыв к восстанию и направленные против священных доктрин мудрецов древности». Одновременно всем местным властям вменялось в обязанность уничтожить типографские доски и набор книг Кан Ювэя. За поимку Кан Ювэя, Лян Цичао и Ван Чжао была назначена огромная награда.
Цыси отменила подавляющее большинство указов, изданных императором в течение «ста дней», и вернула на службу всех уволенных императором противников реформ. Восстанавливались все ранее упразднённые придворные и правительственные учреждения, вводился старый порядок подачи меморандумов трону, запрещалась передача храмов и монастырей под школы, равно как и организация школ для изучения западных наук.
Императорский указ от 9 октября вновь вводил испытания по стилю «багу» на государственных экзаменах и отменял так называемые «экономические экзамены». Двумя другими указами от того же числа упразднялись управление сельского хозяйства, торговли и промышленности и закрывались все газеты реформаторов, их редакторы подлежали аресту. 1 ноября был издан указ о введении старой системы военных экзаменов.
Чтобы обезопасить себя от возможности возвращения императора на престол, Цыси и её окружение решили физически его уничтожить. В специальном указе от 25 сентября, изданном от имени императора, говорилось, что с июня (то есть с начала проведения политических реформ) он, император, чувствовал себя нездоровым, и в связи с тем, что с тех пор в состоянии его здоровья не наблюдается улучшений, всем сановникам империи предлагалось рекомендовать императору опытных и искусных врачей. Но так как среди маньчжурской знати существовали большие разногласия по вопросу о выборе преемника, и ввиду серьёзного недовольства в крупных провинциях казнью шести реформаторов и дворцовым переворотом, Цыси была вынуждена сохранить императору жизнь, продолжая, однако, поддерживать слухи о его тяжёлой болезни. Император содержался под неусыпной охраной на острове Иньтай посреди озера Наньхай внутри Запретного города.
Расправа со сторонниками реформ вызвала широкое возмущение китайской буржуазии. В некоторых портовых городах недовольство политикой двора вызвало такие размеры, что местные власти были вынуждены донести об этом в Пекин. Ведущие сановники рекомендовали воздержаться от физического устранения императора и передачи престола новому, малолетнему императору, так как это бы пагубно отразилось как на внутреннем, так и на внешнеполитическом положении страны. Для успокоения общественного мнения Цыси была вынуждена неоднократно подчёркивать, что двор и правительство не будут более преследовать сторонников реформ.
Из всех крупных начинаний сторонников Кан Ювэя Цыси сохранила лишь программу военной реформы: в октябре 1898 года началось формирование четырёх модернизированных корпусов на базе войск Не Шичэна, Юань Шикая, Сун Цина и Дун Фусяна. Кроме того, в декабре 1898 года Цыси демонстративно открыла задуманный реформаторами Пекинский университет, как бы демонстрируя, что и она не чужда прогрессу. Тем не менее после сентябрьского переворота 1898 года реформаторское движение в цинских элитах практически сошло на нет. Рост ответной антиреформаторской реакции вылился в Ихэтуаньское восстание.

## Оценки
Некоторые историки в конце 20 века придерживались более благоприятных взглядов на консерваторов и менее благоприятных на реформаторов. С этой точки зрения Кан Ювэй и его союзники были идеалистами, безнадежными мечтателями, не осознававшими политических реалий, в которых они действовали. Эта точка зрения утверждает, что консервативные элиты не были против перемен и что практически все предложенные реформы в конечном итоге были реализованы при поддержке самой императрицы Цы Си в 1902-1905 гг.
Например, Стерлинг Сигрейв в своей книге «Леди-Дракон» утверждает, что реформы провалились по нескольким причинам. Политическая власть Китая в то время прочно находилась в руках правящей маньчжурской знати. Крайне ксенофобская фракция "железных шляп" доминировала в Большом совете и искала способы изгнать все западное влияние из Китая. При проведении реформы император Гуансюй обошел Большой совет и назначил четырех реформаторов в качестве советников, на что имел полномочия, однако сильно натянул отношения с Советом. Эти реформаторы были выбраны после серии собеседований, включая переговоры с Кан Ювэем, который был отвергнут императором и имел гораздо меньше влияния, чем можно было предположить из более поздних хвастливых воспоминаний Кана. По предложению советников по реформе император Гуансюй также провел секретные переговоры с бывшим премьер-министром Японии Ито Хиробуми с целью использовать его опыт Реставрации Мэйдзи, чтобы провести Китай через аналогичные реформы.
Было также высказано противоречивое предположение, что Кан Ювэй на самом деле нанес большой вред делу из-за своего высокомерия в глазах консерваторов. До Великого Совета дошли многочисленные слухи о возможных последствиях, многие из которых были ложными; это было одним из факторов, повлиявших на их решение устроить переворот против Императора. Кан, как и многие реформаторы, сильно недооценил реакционный характер вовлеченных в процесс корыстных интересов.
Император приступил к осуществлению своих реформ, в значительной степени минуя могущественный Большой совет даже в вопросах вежливости; - сказали советники, раздраженные действиями Императора и опасающиеся потерять имевшуюся у них политическую власть, затем обратились к вдовствующей императрице Цыси с просьбой отстранить императора от власти. Многие, хотя и не все, реформы сошли на нет. Совет, теперь уверенный в своей власти, настаивал на казни реформаторов, и это действие было осуществлено безжалостно.
По словам профессора Лэй Цзя-шэна (雷家聖), бывший премьер-министр Японии Ито Хиробуми (伊藤博文) прибыл в Китай 11 сентября 1898 года, примерно в то же время, когда Кан Ювэй пригласил британского миссионера Тимоти Ричарда в Пекин. Ричард предложил Китаю назначить Ито одним из многих иностранных советников, чтобы и дальше продвигать реформаторские усилия Китая. 18 сентября Ричард успешно убедил Кана принять его план, согласно которому Китай присоединится к федерации (合邦) десяти стран.
Тем не менее Кан попросил своих коллег-реформаторов Ян Шэньсю (楊深秀) и Сун Болу (宋伯魯) сообщить об этом плане императору Гуансюй. 20 сентября Ян направил императору меморандум по этому поводу. В другом меморандуме императору, написанном на следующий день, Сун выступал за создание федерации и разделение дипломатических, финансовых и военных полномочий четырех стран в рамках комитета из ста человек. Лэй Цзя-шэн утверждает, что именно эта идея, дошедшая до советников, обострила их страхи и стала причиной того, что Цыси, только что вернувшаяся из Летнего дворца 19 сентября, решила положить конец реформам переворотом уже 21 сентября.
13 октября, после переворота, британский посол сэр Клод МакДональд сообщил своему правительству о ситуации в Китае, заявив, что действия Кана и его друзей «нанесли серьезный ущерб» китайским реформам. Однако британское и американское правительства по большей части не знали о "заговоре «федерации»", который, по-видимому, был личной идеей Ричарда. Японское правительство могло быть известно о плане Ричарда, поскольку его сообщником был бывший премьер-министр Японии, но доказательств на этот счет пока нет.